# 10326 Курагано
10326 Курагано (10326 Kuragano) — астероїд головного поясу, відкритий 21 листопада 1990 року.
Тіссеранів параметр щодо Юпітера — 3,508.